# Hangtown Fry

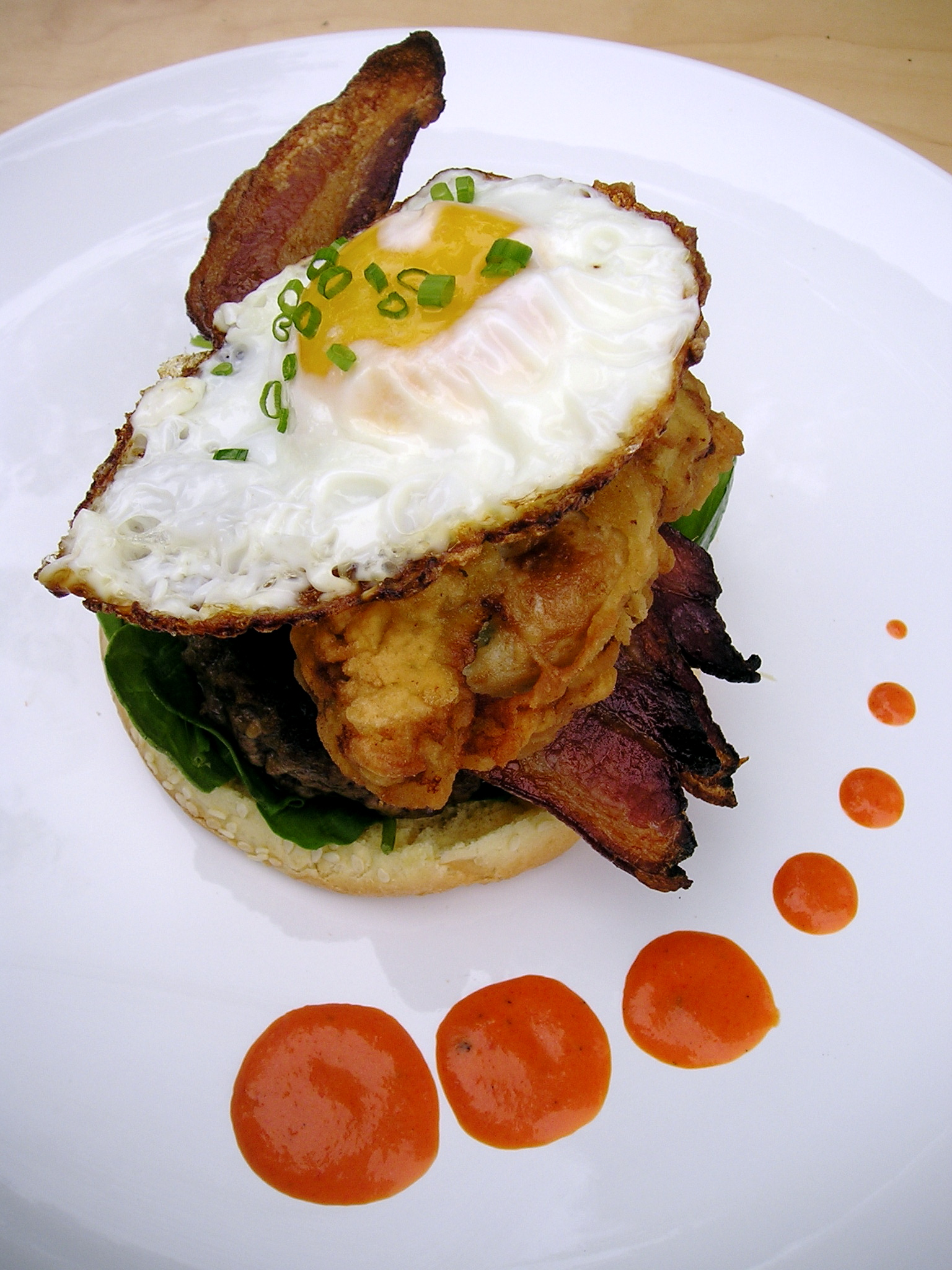
Hangtown Burger

Hangtown Fry ist ein spezielles Omelett, das in der traditionellen Version aus Eiern, Schinken und Austern besteht, wobei alle Zutaten gemeinsam in der Pfanne gebacken werden. Dieses Gericht wurde zur Zeit des Goldrauschs in Kalifornien in den 1850er Jahren erfunden und populär. Es steht heute auf den Speisekarten vieler gehobener amerikanischer Restaurants.
Es gibt mehrere Legenden über die Entstehung des Gerichts. Von Historikern wird die Erfindung einem Koch im heutigen Placerville zugeschrieben, das zunächst Old Dry Diggins hieß und dann auf Grund häufiger Hinrichtungen in diesem Ort offiziell Hangtown genannt wurde. Im Jahr 1849 soll ein erfolgreicher Goldsucher, der plötzlich reich geworden war, im El Dorado Hotel des Ortes nach dem teuersten Essen des Lokals verlangt haben. Der Koch gab die Antwort, dass die von weit her gelieferten Eier, der Schinken von der amerikanischen Ostküste und Austern das teuerste seien, was die Küche zu bieten habe. Aus diesen Zutaten kreierte er dann das Omelett. Spätere Varianten des Grundrezepts enthalten außerdem Zwiebeln, Paprika und verschiedene Gewürze.